# Dominik Pabis
Dominik Pabis (ur. w 1978 r. w Krakowie) – polski fotograf.

## Życiorys
Absolwent Wyższego Studium Fotografii na ASP w Gdańsku (1998–2002). Dyplom licencjacki w pracowni fotografii medialnej – Witold Węgrzyn, teoretyczny – Krzysztof Jurecki. Absolwent uzupełniających studiów magisterskich Zaocznego Studium Fotografii na ASP w Poznaniu na Wydziale Komunikacji Multimedialnej (2002–2006). Dyplom magisterski w pracowni fotografii intermedialnej – Krzysztof J. Baranowski i Stefan Wojnecki, teoretyczny – Jolanta Dąbkowska-Zydroń. Fotografią zajmuje się od 1996 roku, a od 2001 również wideo.

## Wystawy
Uczestnik kilkudziesięciu wystaw w kraju i zagranicą m.in.:
- "Cognosce te ipsum - Poznaj samego siebie" w Galerii FF w Łodzi (2001),
- "Medium jako medium" w Państwowej Galerii Sztuki w Sopocie (2001),
- "Archipelag" - wystawa fotografii polskiej na 6. Internationale Fototage Herten, Niemcy (2001),
- "Komplex, Symplexu" Consulat Général de Pologne a Lyon, Francja (2002),
- Island art film & video festival at Prenelle Gallery, Londyn, Wielka Brytania (2004, 2005),
- "Strefa szarej", Galeria Sztuki Współczesnej "Szara", Cieszyn (2004),
- The Very Best of "EKRAN OTWARTY" - kino.lab, Centrum Sztuki Współczesnej, Zamek Ujazdowski, Warszawa (2004),
- "Pieces of identity" Apollonia space, Strasbourg, Francja (2004), Thessaloniki Museum of Photography, Grecja (2005), "Przestrzenie intymności" Muzeum Narodowe w Szczecinie (2005),
- "Obraz kontrolny" - najnowsze wideo polskie, Galeria Sztuki Współczesniej Bunkier Sztuki, Kraków (2004),
- "RETRANSMISJA vol.1" Festiwal polskiej sztuki wideo, Gdańsk, Warszawa, Łódź (2004),
- "Videoprzestrzenie04" Galeria Awangarda, BWA Wrocław (2004),
- Projekt "Pokolenie" Galeria portalu FABERS (2004),
- "Wystawa fotografii otworkowej" Muzeum Historii Fotografii w Krakowie (2005),
- "Przestrzenie egzystencji" Galeria Katowice, ZPAF (2006),
- "Nic nie poczujesz. O panice, obsesji, rytualności i znieczuleniu" Kunsthaus Dresden Municipal Gallery of Contemporary Art, Drezno, Niemcy, Instytutem Sztuki Wyspa, Gdańsk (2006-2007),
- "Polish Power Play". Young Polish video-art Sztokholm, Szwecja (2006),
- 4Z - 3T II Edycja, OGÓLNOPOLSKA WYSTAWA CZWARTA ZMIANA - TRZECI TYSIĄC, "Ja Artysta Autoportret Multimedialny", (2006),
- "Suplement do historii filmu eksperymentalnego i wideo w Polsce (1983-2006)": Galeria Manhattan, Łódź, Galeria Wozownia, Toruń, Galeria KONT, ACK UMCS, Lublin, Galeria ENTROPIA, Wrocław, Centrum Sztuki Współczesnej Zamek Ujazdowski, Warszawa, Galeria Sztuki Współczesniej Bunkier Sztuki, Kraków (2007),
- II Ogólnopolski Festiwal Fotografii Otworkowej OFFO, Jastrzębie-Zdrój (2007),
- 4. Międzynarodowy Festiwal Sztuki Wizualnej inSPIRACJE sacrum - profanum, "Elemental - video screening", Szczecin (2008),

Od kilku lat zajmuje się również profesjonalną fotografią reklamową oraz projektowaniem graficznym.